# 台東糖廠
臺東糖廠是一座位於臺灣臺東市的製糖工廠。臺東糖廠現被列入台東縣歷史建築。

## 沿革
臺東糖廠，舊稱臺東製糖所，原屬於臺東製糖株式會社，興建於1916年，每日壓榨甘蔗量為900公噸。酒精工場，於1976年9月停閉。製糖工場，於1996年7月1日停閉。臺東糖廠，於1998年1月1日改制為臺東廠。鳳梨工場，於1957年7月建造完成，開始製造鳳梨罐頭，於1968年4月22日標售予中華證券投資公司。池上糖漿工場，於1980年10月成立。池上礦泉水工場，於1998年11月16日動土興建，於1999年9月20日開工生產，台東廠區於2004年奉公司核定發展定位為「文化創意產業園區」，2004年臺東縣政府登錄為「歷史建築」，2006年起獲文化部經費補助，逐年將歷史建築整修活化再利用。

## 現況
臺東糖廠廠區及相關業務，現在由臺灣糖業公司花東區處經營管理。一部份倉庫出租給地方文史工作者使用。

## 外部連結
- 臺糖全球中文入口網（页面存档备份，存于）
- 台東糖廠 - 台灣製糖工廠百年文史地圖 （页面存档备份，存于）